# Графіка Пабло Пікассо

Пабло Пікассо, обкладинка журналу «Мадрид». 1901 рік, малюнок художнім вугіллям.

Графіка Пабло Пікассо  — галузь творчості художника Пабло Пікассо, що супроводжувала його все життя і здобутки котрої стануть явищем у графічному мистецтві XX століття.

## Початок у XIX столітті
Початок творчості Пабло Пікассо припав на кінець XIX століття — з тодішніми пошуками нового стилю (відбилось у сецесії), в пристрасті до готики (відбилось в архітектурі неоготики), у вимогах застарілого академізму (батько художника був вчителем малювання) на тлі політичної кризи і зубожіння мешканців у Іспанії та пристрасних пошуків виходу з болючих проблем. Загостренню болючих проблем сприяла і поразка Іспанії в іспано-американській війні 1898 року на острові Куба. Військова поразка Іспанії та втрата нею заокеанських колоній сприймалась у тодішньому суспільстві як національна катастрофа. Так зване «покоління 1898 року» розпочало пристрасні пошуки виходу з кризової ситуації. Переважала ідея «європеїзації Іспанії», тобто перетворення її на країну подібну до тодішньої Франції, з бурхливим і різноманітним культурним життям та міжнародним авторитетом культурного центра. При цьому «покоління 1898 року» прагнуло зберігати іспанський культурний спадок і коріння місцевих культур. Найближче до позицій французької культури стояли каталонці.
Водночас мали місце ретроспективні тенденції. Розчарування у тодішній іспанській реальності та тодішньому іспанському мистецтві (де панували запізнілий академізм чи поверхневі фольклорні мотиви, бо не отримували новітніх імпульсів) приводило до ідеалізації іспанського середньовіччя, коли Іспанія вважалась світовою супердержавою. Була хвиля нового зацікавлення у творчості корифеїв іспанського минулого — Ель Греко, Луїса де Моралеса, Сервантеса, Дієго Веласкеса. Творчістю останнього захоплювалась низка французьких художників, не оминаючи і Едуара Мане.
Друга половина XIX століття в західноєвропейських країнах і у Сполучених Штатах збіглась із піднесенням економіки і промислового виробництва, з піднесенням друкарської справи. На хвилі піднесення друкарської справи виникла низка нових періодичних видань і журналів. Так, Пікассо 1901 року прибув у Мадрид, де отримав посаду художнього директора журнала «Arte Joven». Він отримав майданчик для демонстрації власних графічних здібностей
Всі негаразди доби відбились в творчості ще молодого художника.

## Малюнки
Пабло малював змалку як і більшість дітей. 1889 року 8-річний хлопчик під враженням побаченої кориди і за наставництва батька олійними фарбами намалював першу картину — «Маленький пікадор» (El pequeño picador), від написання якої пізніше відхрещувався.
1891 року родина покинула Малагу, оскільки батько отримав посаду викладача інституту в місті Ла-Коруньї (Галісія, Іспанія). Там Пабло теж малював. Уже 10-річним він демонстрував сильну віру в свій талант і свої методи малювання. Його перші роботи були виразно реалістичними й ледь не суворими за правдивістю. Сувора правдивість буде притаманна і більшості перших малюнків і картин митця рожевого і блакитного періодів.
В обох періодах (назви котрих умовні і спровоковані перевагою певних кольорів у творах) у Пікассо практично відсутні деталі тогочасної реальності. Персонажі картин і малюнків перебувають у якомусь умовному середовищі, умовним був і їх одяг. Декотрі критики вважали, що це йшло від розчарування у суспільстві. Водночас це й перетворені залишки академізма з його умовно-історичними костюмами.
Пікассо на якийсь час обмежився зображенням бідних паломників, старців, покинутих чи викинутих із суспільства людей («Божевільний», «Сліпий гітарист», «Старий єврей з хлопчиком»). Художник наче шукав істинних почуттів і находив їх тільки у бідноти, виморених і знедолених чоловіків і жінок з малими дітьми. Над його персонажами тяжіють важка доля, пригніченість, безперспективність, іноді гріх. Твори блакитного періоду розцінюють як іспанські чи переважно проіспанські за тематикою.
Трохи осторонь стояла низка малюнків до програмної картини Пікассо блакитного періоду «Життя». Приводом для її створення було раптове самогубство Касахемаса, друга Пікассо. Молоді приятелювали і знали секрети один одного. У 1900 році обоє приїхали в Париж на Всесвітню виставку з Барселони. Молодий і занадто емоційний Касахемас познайомився з Жерменою Гаргальо і покохав її нестримно. Палке почуття іноземця лякало Жермену і вона відсторонилася від Касахемаса. До того ж вона вийшла заміж і залицяння Касахемаса їй були ні до чого. Ображений на нероздільне кохання, Касахемас наклав себе руки 17 лютого 1901 року.
Пікассо був вражений як несподіваною смертю друга, так і байдужістю оточення, для котрого смерть молодого Касахемаса не стала подією. Малюнки до композиції мали і підготовчий, і історично-біографічний характер, бо зафіксували пристрасні пошуки митця, враженого трагічною подією і напруженням при створенні адекватного трагедії візуального відображення. Концепція життя як події переважно трагічної була надзвичайно близька свідомості Пабло Пікассо. Про це свідчать і страхітливі малюнки зрілого періоду творчості, і панно «Герніка», де у зашифрованому вигляді подано одну із трагедій 20 століття, надзвичайно багатого і на злочини проти людства, і на непокараних за життя політичних злочинців, і на презирство до справедливості і майбутнього цілих народів.
Постійні пошуки художника і чергові впливи на його художню свідомість породили цілий калейдоскоп художніх манер і періодів у творчості митця — енгрівський, кубічний тощо. Цінними були не тільки пошуки, а і вагомі знахідки, що відбилися у створенні декількох графічних серій чи циклів, самостійних («Сюїта Воллара», «Художник і його моделі», «Пажеські ігри», цикл, літографія, 1951 р.) чи навіяних вивченням картин-шедеврів минулого («Сніданок на траві» (варіації композиції Едуара Мане), «Давид і Вірсавія», (варіації композиції Лукаса Крана старшого)).
Рожевий період наче подарував художникові надії, що перенесені страждання будуть подолані і життя якось налагодиться. Твори рожевого періоду показали зближення митця-іспанця із французькою культурою.

## Графічні техніки
Пабло Пікассо використовував майже всі графічні техніки, полюбляв художнє вугілля за шерехатий і глибокий чорний колір. При цьому вугілля дозволяло робити як надто тонкий силует чи лінію, так і малювали товстими штрихами, швидко вкриваючи потрібну форму. Відомий документальний фільм, де зафіксований процес малювання художником вугіллям, коли невдалі лінії малюнка художник знімав з паперу букетиком з пташиного пір'я.
Окрім вугілля Пікассо використовував —
- графітовий олівець
- кольорові олівці[6]
- туш і перо
- пастель[6]

Зір митця могли привабити дві краплі чорної туші на папері і гостре бажання обіграти їх силуети з мінімумом додатків у черговий сюжетний малюнок («Торо вершник з биком», малюнок із серії «Людська комедія» з трьома чоловіками, «Жінка у профіль» 1952 р. тощо).
Водночас він відчував потребу у тонких лініях і наділяв малюнки тонкими лініями безліччю настроїв — архаїчною грубуватістю, майже енгровською легкістю, скульптурною матеріальністю, примхою майстра-графіка, віртуозністю і самозакоханістю у серії малюнків з темами циркових вистав. В останніх він як починав з крапки на якомусь місці поверхні паперу і, жодного разу не відриваючи пера, так і повертався туди наприкінці, створивши новий малюнок з відбитком віртуозності якогось німецького каліграфа XVI—XVII століть.
Феноменальних здібностей у малюнках від досяг, годинами працюючи із зав'язаними або заплющеними очима. У нього бували і невдалі малюнки, але вони нищились, незважаючи на його маніакальну пристрасть до збереження майже кожного малюнка, на якому б малому клаптику паперу той не був створений.

## Друкована графіка
Ще в молоді роки Пікассо опановував техніку офорта, бо офорт переживав у XIX столітті черговий розквіт. А більшість мистецьких тем і технік Пікассо прихоплена ще з XIX століття. У власних ілюстраціях до творів Бальзака та Овідія Пікассо якраз і використав техніку офорта.
Лише з роками і під впливом французьких митців він почав пробувати власні сили і в інших техніках. Серед провокативних і примітивних — малюнок з колажем, коли малюнок художник доповнював шматками газет чи ще чогось, що на той час трапилось у нього під руками (сміттєві уривки паперових шпалер, кольорового паперу, шматків викинутих газет). Згодом він зробив спроби у літографії, котра найбільше близька до малюнка графітовим олівцем, тільки зі здатністю робити друкований наклад. Над опановуванням літографської техніки він працював у майстерні Мурло.
А було ще звертання до ліногравюри з її спрощеними і грубуватими плямами, що так приваблювали Пікассо у роки його нервовості і творчих криз чи піднесень. А малюнок як такий супроводжував його все його життя.
Творчий розвиток Пікассо і примхи цього розвитку здатні ошелешити і простого відвідувача виставки, і критиків. Останні напружили мозок і надали назви різним його творчим періодам, що створило видимість логіки і трохи заспокоює після вражень від примх і художніх фокусів.
Інша окрема галузь творчості Пабло Пікассо — його чорно-біла кераміка, її спрощені форми і грубуватість малюнків, найближче близька саме до графіки, тільки на керамічних пластах, посуді і вазах.
Прихильники реалізму будуть радіти, побачивши його ранні малюнки (малюнки до панно «Життя» на смерть Карлоса Касахемаса, 1903, «Молода мати з дитиною», 1904 р.), ілюстрації художника енгровського періоду, прихильники академізма милуватимуться красенем погоничем віслюків (рідкісно зовнішньо привабливим і солодким навіть для малюнків Пікассо), прихильники зарозумілості і загадок знайдуть своє тощо. Навіть звернення до класичних сюжетів не позбавили Пікасо від фокусничання чи протиріч. Як висловився мистецтвознавець М. В. Алпатов — 
| Аби з усього створеного художником дивом би збереглася лише його графіка, нащадки б визнали Пікассо великим майстром [8] |

## Вибрані графічні серії
- «Алілуйя», шість малюнків, 1902 р.[9]
- «Художник і його моделі», літографія[8]
- «Сніданок на траві» (варіації композиції Едуара Мане)
- «Сюїта Воллара», офорт, 1934 р.[8]
- «Міфологічні сцени», малюнки, 1946 р.[8]
- «Пажеські ігри», цикл,літографія, 1951 р.[8]
- «Людська комедія», цикл, літографія, 1954 р.[8]
- «Давид і Вірсавія», (варіації композиції Лукаса Крана старшого)
- «Торо і торерос» цикл, літографія[8]

## Галерея дозволених творів

Портрет Франсуази Жільо роботи Пабло Пікассо, 20 травня 1946 року
Дон Кіхот, малюнок Пікассо для журналу Луї Арагона Les Lettres Françaises (1955 р.): випуск тижневика був присвячений 350-річчю великого роману.
«Голуб миру», 1949 р.

## Прихильники графіки Пікассо
Вже за життя майстра з'явились поціновувачі тільки його друкованої графіки. Її охоче збирали великі музеї і приватні колекціонери. Серед них був і Д.-А.Канвейлер, що збирав зразки у різних техніках і різних станах. Колекціонер наважився подарувати поділене власне зібрання різним музеям, серед котрих був і Державний Ермітаж. Дарунок Канвейлера нараховував сім зразків, де серед найцікавіших була літографія «Танок із бандерильями», створена 1954 року.